# Franklin Cover

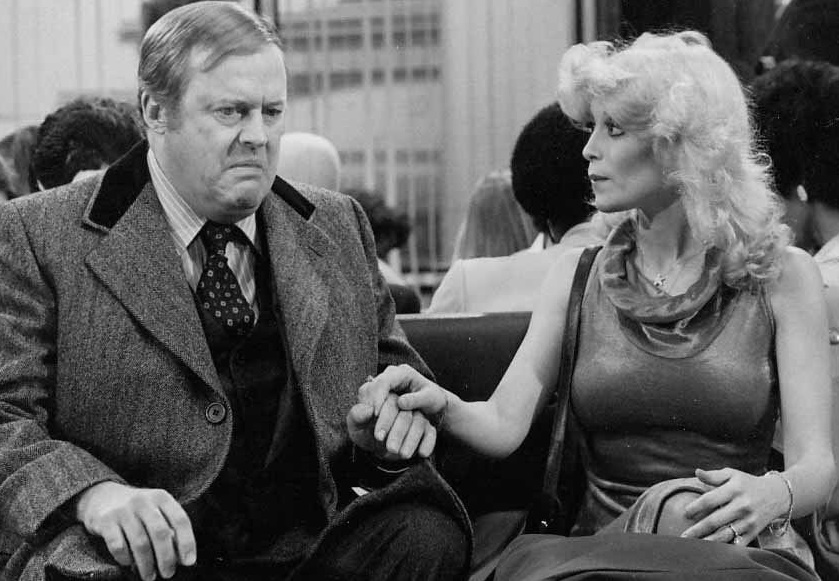
Franklin Cover și Judy Landers

Franklin Edward Cover (n. 20 noiembrie 1928, Cleveland - d. 5 februarie 2006, Englewood Cliffs) a fost un celebru actor american.

## Filmografie
- Neveste perfecte (1975)
- Wall Street (1987)